# Oksby Kirke
Oksby Kirke er en kirke i Blåvandshuk Sogn i Varde Kommune.

## Inventar
Kirkeskibet udgøres af en 90 cm lang brig ved navn "Marie – Daniel – Emilie", og er en model af giveren, kaptajn Clemen Nielsen i Oksby's skib "til Mindelse om sin lykkelige fart". Forebilledet forliste senere under en storm i Biscayen. Skibet blev ophængt i 1829 i den gamle stråtækte kirke, og i 1891 flyttet over i den nuværende. Repareret ca. 1937.

## Oksby gamle kirke
Oksby Kirke og Mosevrå Kirke blev bygget efter Oksby gamle kirke blev revet ned i 1891.
Oksby gamle kirke er bygget omkring 1450, og lå i sin tid ved Blåvandsvej i den nuværende Oksby Klitplantage. Det var Danmarks sidste stråtækte kirke. Den var til sidst faldefærdig og lignede ikke en kirke, nærmere en gård, det siger lidt om de små midler der var til rådighed på egnen dengang.
Den gamle kirke er nu markeret som et omrids på den fredede kirkegård. På kirkegården findes kirkens gamle klokke, der var strandet vraggods. Når man kører ad landevejen fra Oksbøl mod Blåvand kommer man til et sted hvor Oksby Gamle Kirke lå. I dag er kun kirkegården samt kirkens klokke og grundris tilbage.

## Eksterne kilder og henvisninger
1. ↑  Henningsen 1958 s. 364

- Henningsen, Henning 1958: Kirkeskibe i Ribe Amt. Fra Ribe Amt 1958 s. 353-369.
- Gravsteder på Oksby Kirkegård
- Oksby Kirke hos KortTilKirken.dk
- Oksby Kirke i bogværket Danmarks Kirker (udg. af Nationalmuseet)

- Wikimedia Commons har flere filer relateret til Oksby Kirke